# Бер Крик (Аљаска)
Бер Крик (енгл. Bear Creek) насељено је место без административног статуса у америчкој савезној држави Аљаска.

## Демографија
По попису из 2010. године број становника је 1.956, што је 208 (11,9%) становника више него 2000. године.
| Група             | 2000.         | 2010.         |
| Белци             | 1.387 (79,3%) | 1.562 (79,9%) |
| Афроамериканци    | 5 (0,3%)      | 12 (0,6%)     |
| Азијати           | 18 (1,0%)     | 31 (1,6%)     |
| Хиспаноамериканци | 33 (1,9%)     | 36 (1,8%)     |
| Укупно            | 1.748         | 1.956         |